# La Princesse Printanière
La Princesse Printanière est un conte de fées littéraire (en) français écrit par Madame d'Aulnoy en 1697.

## Synopsis

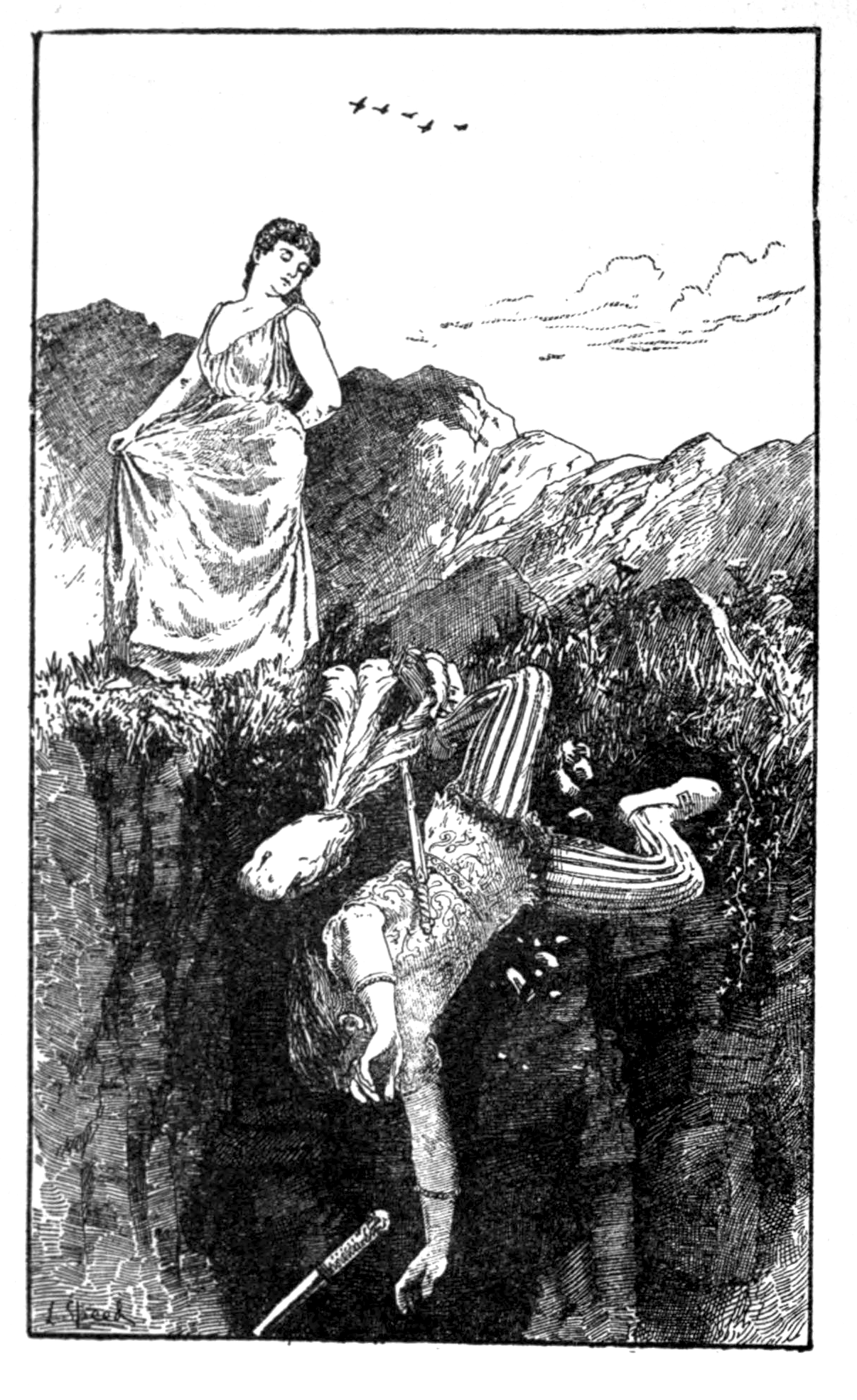
, illustration tirée du Red Fairy Book, 1890.

Un roi et une reine avaient perdu tous leurs enfants et étaient très inquiets pour leur fille qui venait de naître. La reine a renvoyé une femme hideuse qui s'était présentée comme nourrice. Pour se venger, celle-ci jeta un sort à chaque femme qui sera embauchée à sa place, étant tuée sur le coup. Le roi réalisa que la femme laide était la fée Carabosse, qui le détestait depuis qu'il lui avait fait une farce lorsqu'elle était enfant. Ils essayèrent de baptiser leur fille en secret en réunissant des fées susceptibles de lui conférer des dons. Mais Carabosse la maudit et la condamna à être malheureuse pendant ses vingt premières années. La dernière bonne fée ne pouvait que promettre que sa vie serait longue et heureuse après ces vingt années. La fée la plus âgée a conseillé de garder la princesse dans une tour pour minimiser les dommages. L'enfant fut nommé Printanière parce qu’elle possède un teint de lys et de roses, plus frais et plus fleuri que le printemps.
Alors qu'elle atteignait presque l'âge de vingt ans, le roi et la reine envoyèrent son portrait aux princes. Merlin envoya son ambassadeur pour faire une offre pour son fils. La princesse conçut un désir irrésistible de voir l'ambassadeur, et ses suivantes, par peur de ce qu'elle ferait, percèrent un trou dans la tour pour lui permettre de voir. Elle tomba instantanément amoureuse de l'ambassadeur, Fanfarinet. Lorsqu'elle le rencontra, elle le persuada de s'enfuir avec elle et emporta avec eux le poignard du roi et la coiffe de la reine. Ils ont fui vers l'île déserte des Écureuils.
Le lendemain matin, un chancelier réalisa comment la princesse avait regardé l'ambassadeur, les suivantes avouèrent le trou et l'amiral se lança à sa poursuite. Ils identifièrent l'homme qui les avait conduits jusqu'à l'île grâce à l'or que la princesse leur avait donné.
Sur l'île, l'ambassadeur commença aussitôt à se plaindre de la faim et de la soif, et comme la princesse ne trouvait rien, il se montra exécrable avec elle. Un jour, se plaignant auprès d'une rose, celle-ci lui offrit un rayon de miel et la prévint de ne pas le montrer à l'ambassadeur ; mais elle le fit par générosité et le mangea sans lui en laisser. Un chêne lui offrit une cruche de lait et la prévint de ne pas la montrer à l'ambassadeur ; elle le fit pourtant et il la lui arracha et la but en entier. La princesse réalisa à quel point elle avait agi de manière imprudente. Un rossignol lui offrit des dragées et des tartelettes, et cette fois, elle les mangea elle-même. Lorsque l'ambassadeur a essayé de la menacer, elle a utilisé la pierre magique dans la coiffe de sa mère pour se rendre invisible.
L'amiral a envoyé des hommes sur l'île. La princesse a utilisé la pierre magique pour rendre l'ambassadeur et elle invisibles : chaque fois qu'un soldat tirait, ils se baissaient, au point qu'ils s'entretuaient, tellement eux qu'ils durent battre en retraite. Mais l'ambassadeur affamé a essayé de la tuer pour la dévorer et elle le poignarda dans l'œil. Plus tard, elle vit deux fées se battre : l'une d'elles gagna et se présenta comme la dernière fée présente à son baptême. Elle lui dit que l'autre fée, Carabosse, avait essayé de la réclamer parce qu'elle avait quitté la tour quatre jours avant la fin des vingt ans, mais elle avait été vaincue. Elle est ramenée à la cour, et le prince se révèle tellement meilleur que son ambassadeur qu'elle vit heureuse avec lui.

## Traductions
- James Planché, auteur et dramaturge, a noté dans sa traduction des contes de d'Aulnoy qu'il existait deux titres alternatifs pour le conte : Princesse Verenata et Princesse Maia (1888)[1],[2].
- Le conte a été traduit sous le titre La Princesse Maia par Laura Valentine, dans The Old, Old Fairy Tales[3].
- Andrew Lang l'a inclus dans The Red Fairy Book (1890).